# Навобод (пгт Бохтариён)
Навобод (тадж. Навобод) — село в Кушониёнском районе Хатлонской области Республики Таджикистан. Подчинен администрации джамоата посёлка Бохтариён.
Находится на расстоянии 26 км от райцентра (пгт. им. Исмоила Сомони) и 6 км от посёлка Бохтариён.
Население — 3815 чел. (2017).